# Замок Лісова Скеля
Замок «Лісова Скеля» (пол. Leśna Skała, нім. Burg Waldstein) — замок в Центральних Судетах у південній частині Столових гір на території міста Щитна Клодзького повіту Нижньосілезького воєводства в Польщі. 

## Розташування
Замок побудовано на краю скелі над Щитною, на горі Щитник (589 м над рівнем моря), найвищій кульмінації невеликої плоскої столової гори, що знаходиться на південно-східній межі Столових гір. Поруч із замком знаходиться оглядова точка, з якої відкривається панорамний вигляд на Душницьку западину, в якій  розташовується місто Щитна. Поблизу замку знаходиться кам'яна хресна дорога, що вирізняється оригінальною рельєфами з пісковика, зробленими у природніх скелях. 

## Історія

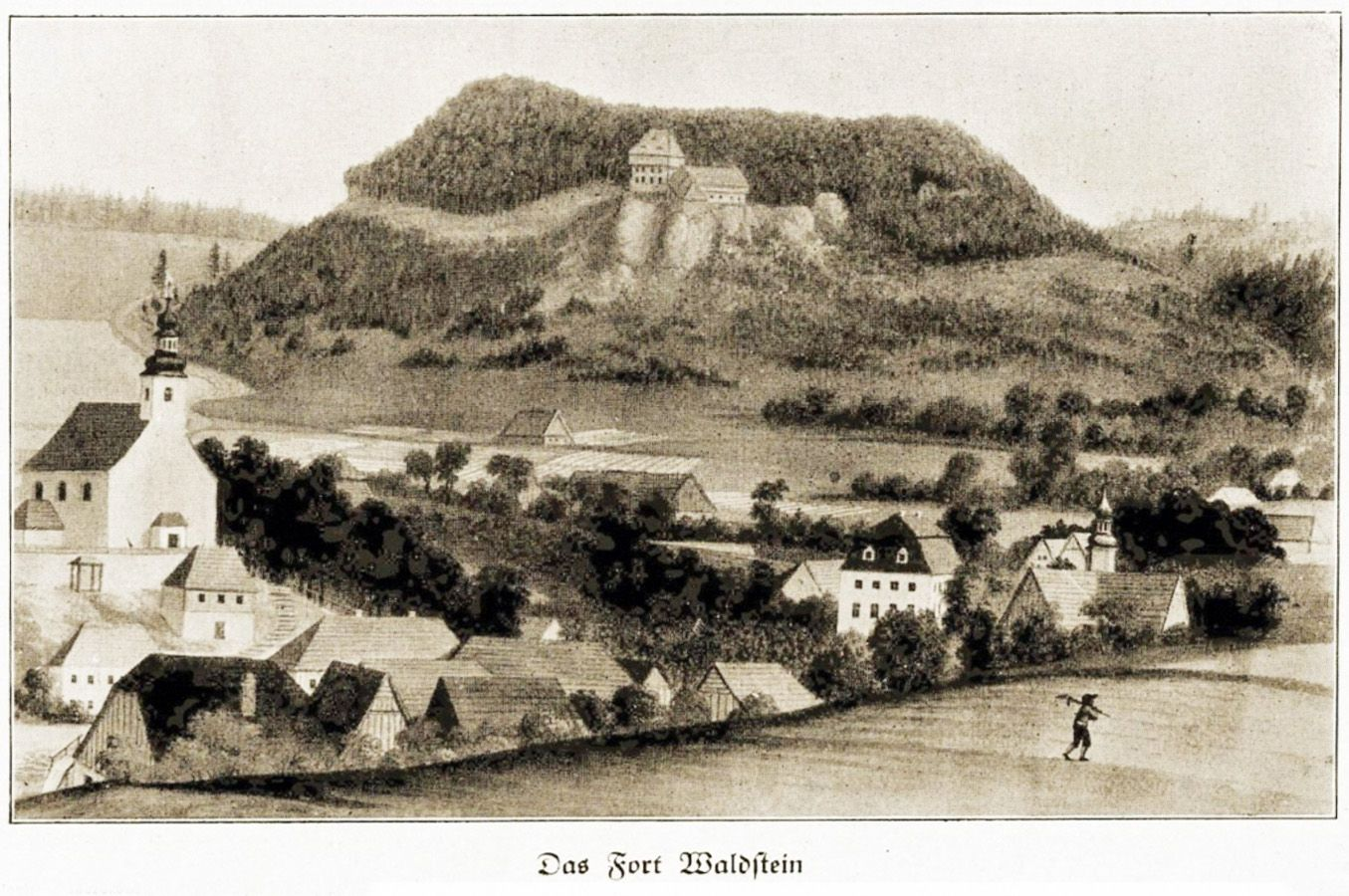
Зображення прусського форту на місці замку

Замок було побудовано у 1831—1837 роках тодішнім власником Щитної, майором і графом Леопольдом фон Хохбергом. Він вирішив звести свою садибу на місці, в якому з 1790 року знаходився прусський форт, який щоправда було частково розібрано вже у 1808 році. Замок було побудовано за проєктом видатного прусського архітектора Карла Фрідріха Шинкеля. 
Після смерті графа у 1843 році замок перейшов у власність його сестри, яка однак доволі швидко його продала. Пізніше власники замку часто змінювалися, допоки у 1860 році його не придбали брати Рорбах, власники склозаводу в Баторові. Дочка одного з них, Гелена Кляйн та її чоловік здійснили ремонт замку, під час якого до нього було добудовано каплицю. 
У 1929 році власником замку став конгрес Місіонерів Святої Родини. Вони розбудували замок і каплицю, а також розпочали будівництво кальварії, яке вони не встигли завершити через війну. Під час Другої світової війни в замку знаходився елітний реабілітаційний центр Вермахту, а у 1945 році тут знаходився штаб Червоної Армії. У 50—х роках XX століття замок було пограбовано, а потому тут знаходився державний центр соціальної допомоги. 
У 2006 році замок знову було передано Місіонерам Святої Родини. 

## Архітектура
Замок, було побудовано на зразок середньовічного оборонного замку у неоготичному стилі. Він є чотиристоронньою триповерховою будівлею на прямокутному плані з чотирма наріжними вежами. Одна з веж циліндрична, інші — чотирикутні. Замок оточений сухим ровом та оборонним муром, на якому в минулому стояли гармати. В середині замку містяться лицарський зал та каплиця Богородиці Королеви Миру з унікальною пам’яткою, якою є труби з бронзових сплавів, що виконують функцію дзвонів. Хоча замок виглядає як середньовічна споруда, однак він був побудований лише у 30-их роках XIX століття. 

## Світлини

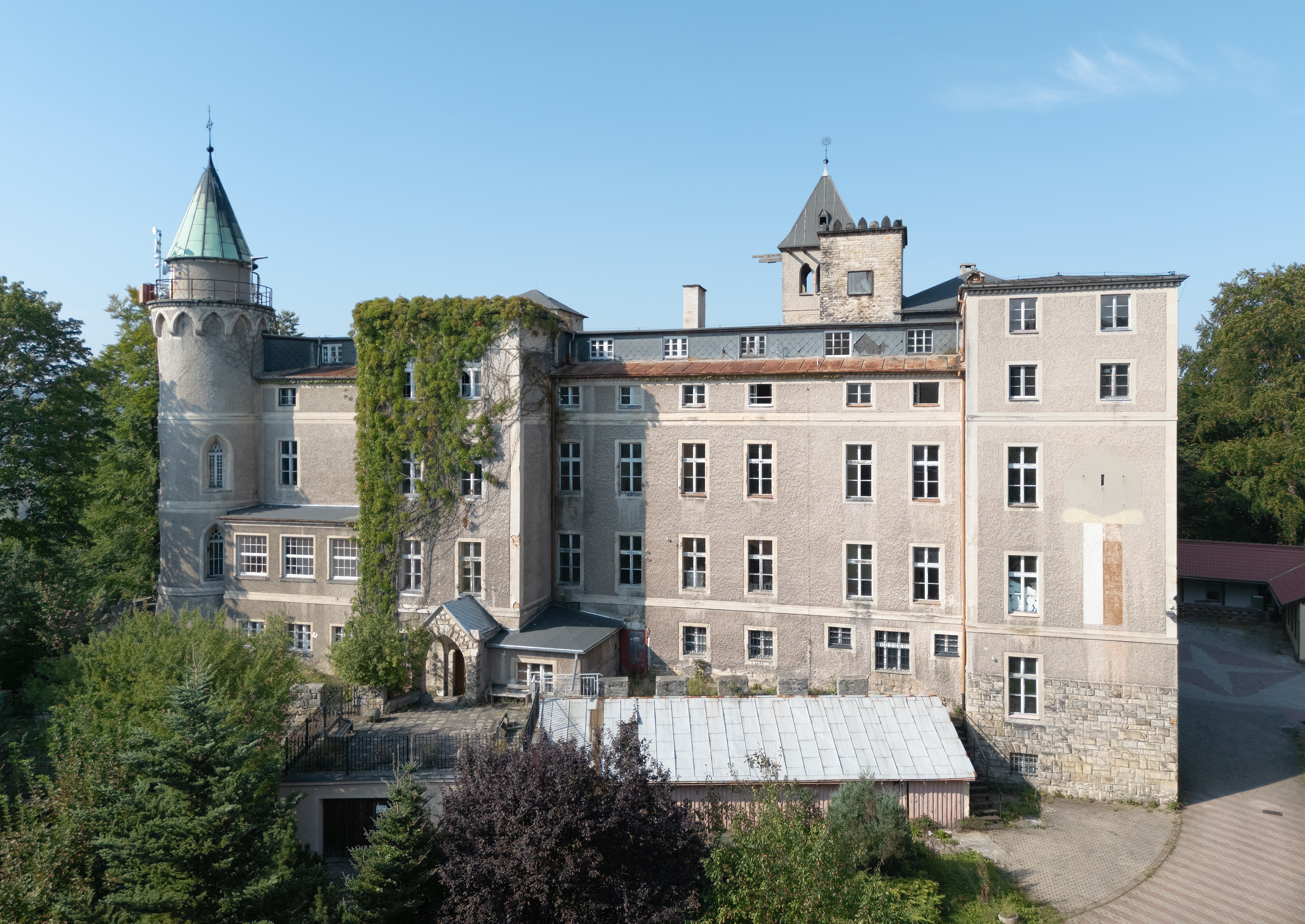
Вигляд замку
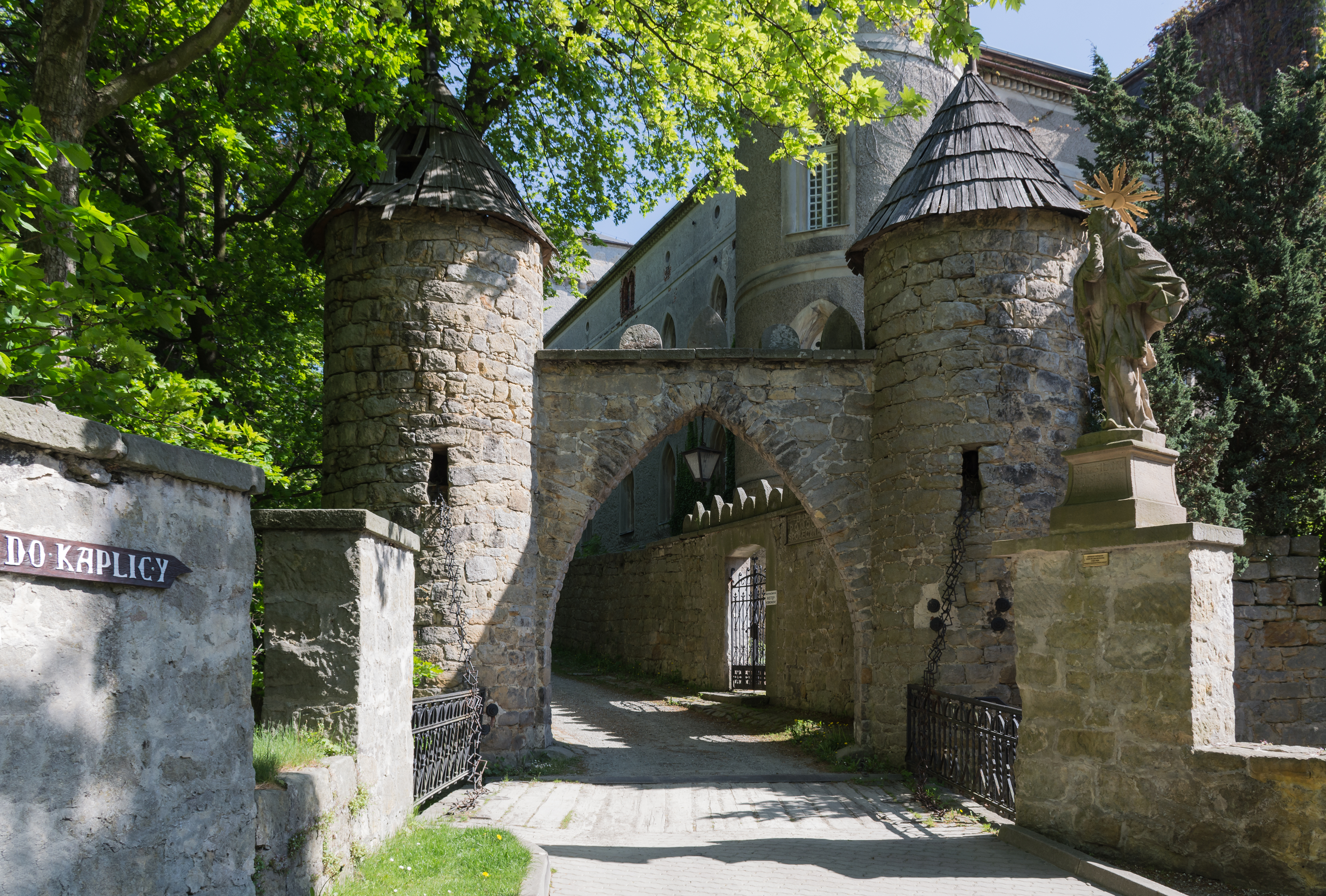
В'їзна брама до замку
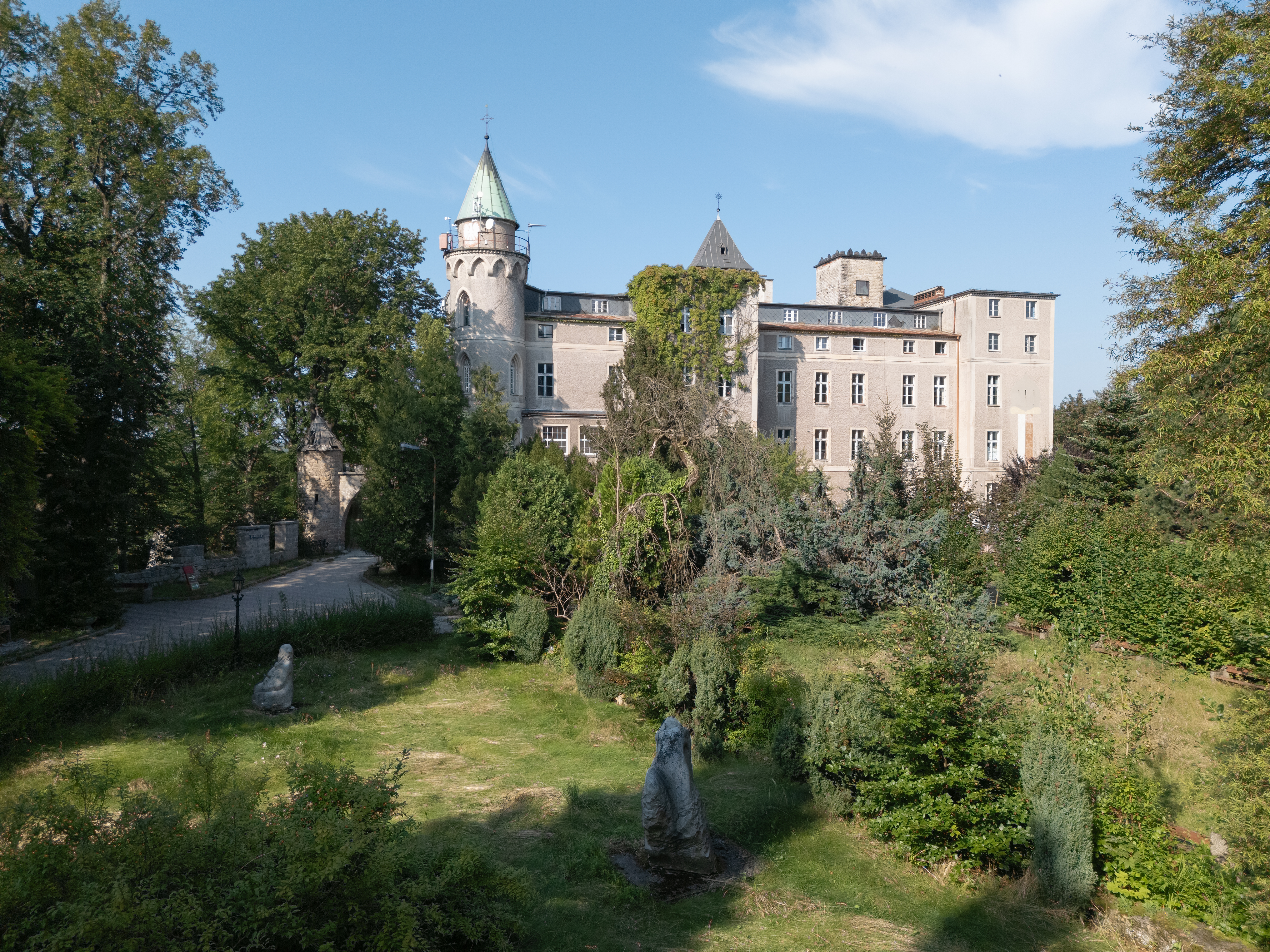
Парк біля замку
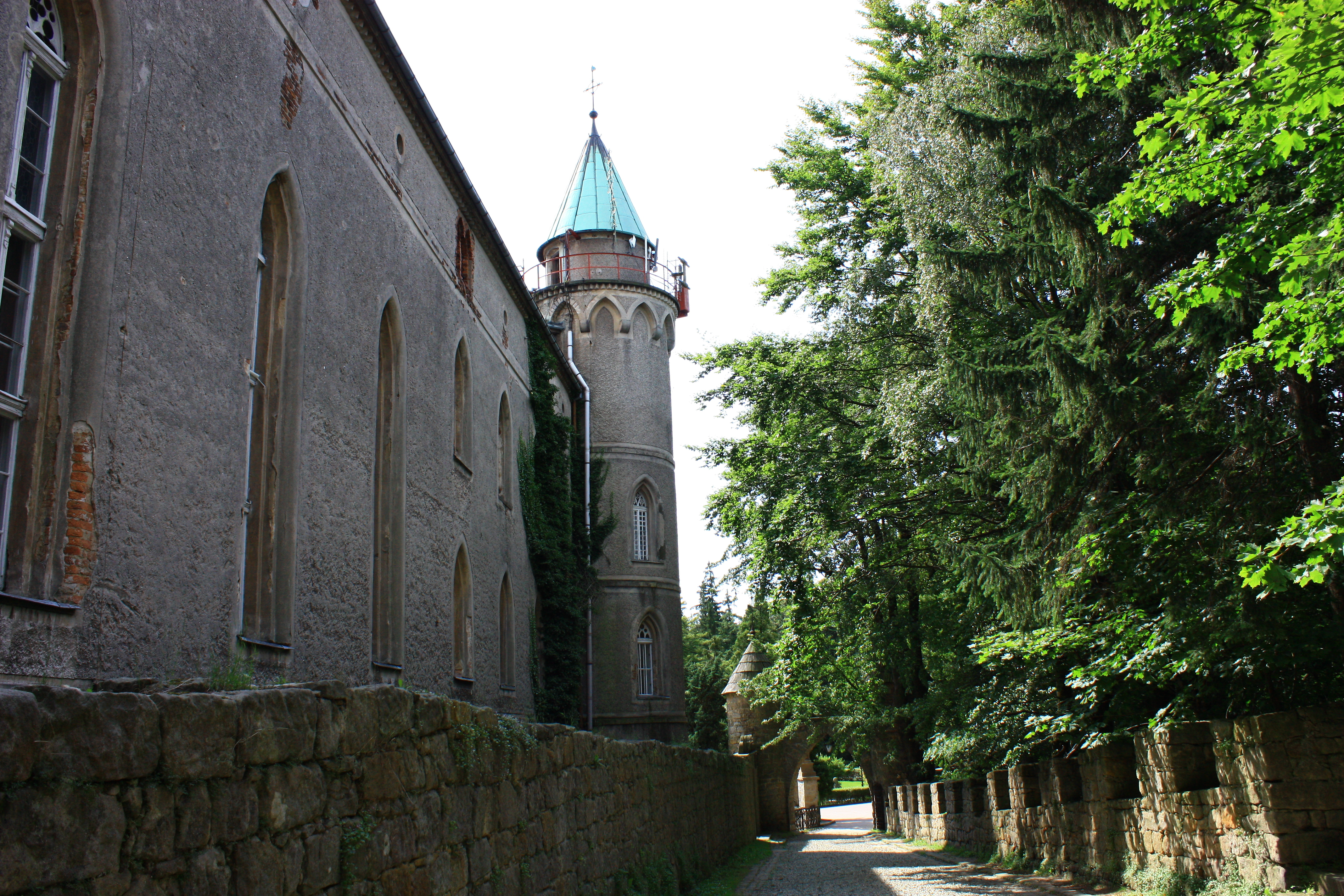
Вежа замку та каплиця